# Christel Herremans
Christel Herremans (Niel, 4 januari 1963) is een voormalig Belgisch wielrenster, bondscoach en ploegleidster. Ze wordt beschouwd 
als een pionier van het vrouwenwielrennen in België en speelde als bondscoach en ploegleidster een belangrijke rol in de ontwikkeling van wielrensters op het nationale en internationale niveau.

## Biografie
Christel groeide op in Hemiksem in een wielerminnende familie. Haar vader was amateurrenner en ook haar broer koerste. Doordat er binnen de jeugdcategorieën te weinig wedstrijden waren voor meisjes, reed ze vaak tegen de jongens.

## Wielercarrière
Ze stond bekend als een allround renster die de voorkeur gaf aan wedstrijden waarin wind en waaiers een belangrijke rol speelden. Christel begon haar wielercarrière op het einde van de jaren 1970. Ze reed in provinciale en interclubwedstrijden en werd zo meervoudig provinciaal kampioen in onder meer Antwerpen en Vlaams-Brabant. Ze behaalde regelmatig ereplaatsen op nationale kampioenschappen. 
Ze beëindigde haar actieve wielercarrière op 25-jarige leeftijd, mede door het overlijden van haar vader, de geboorte van haar eerste kind en het gebrek aan professionele vooruitzichten voor vrouwen in de sport.

### Palmares
- 1979 – 2e plaats, Belgisch kampioenschap op de weg (nieuwelingen)
- 1980 – 3e plaats, Sint-Lambrechts-Herk (junioren)
- 1981 – 3e plaats, Belgisch kampioenschap baan (sprint, elite); 3e plaats, Belgisch kampioenschap op de weg (junioren)
- 1982 – 2e plaats, Belgisch kampioenschap baan (sprint, elite)
- 1984 – 3e plaats, Belgisch kampioenschap baan (achtervolging, elite)

Daarnaast won ze een wereldtitel buiten het officiële UCI-circuit bij een nevenbond.

## Trainers- en managementcarrière

### Bondscoach (1989–1997)
In 1989 werd Christel benoemd tot bondscoach van het Belgische nationale damesteam. Ze leidde het team op internationale kampioenschappen en begeleidde onder meer Heidi Van De Vijver, die in 1993 de Tour de la Communauté Européenne (voorloper van de Ronde van Frankrijk voor vrouwen) won.

### Teammanager (1994–2023)
In 1994 werd Christel  aangesteld tot ploegleider van de vrouwenafdeling op van Topsport Vlaanderen. Het team bood als eerste Belgische ploeg rensters een vast contract aan, en was zo de eerste vrouwenformatie met een loonbeleid. De focus lag op het ondersteunen en doorgroeien van jong talent. Ze begeleidde onder meer Jolien D'hoore, Lotte Kopecky, Grace Verbeke en Liesbet De Vocht uit tot topsporters.
Binnen Topsport Vlaanderen was ze naast ploegleidster ook sportdirecteur. Toen in 2017 bekendgemaakt werd dat de Vlaamse overheid haar engagement in de ploeg stopzet, richtte ze een nieuw team op: Experza-Footlogix. Begin 2020 werd bekendgemaakt dat de twee hoofdsponsors zich terugtrekken en vervangen worden door Star Casino. Een jaar later werd ging ze aan de slag als assistent sportdirecteur bij het Amerikaanse Team Tibco-SVB. Het daaropvolgende jaar werd EF Education de derde naamsponsor. Het team EF Education-TIBCO-SVB werd in 2023 opgegeven wegens financiële problemen.

### Freelance (2024–heden)
Na het stopzetten van EF Education-TIBCO-SVB bleef Christel actief in de wielerwereld als adviseur en begeleider van jong talent. Ze is betrokken bij federale projecten, jeugdinitiatieven en tijdelijke ondersteuning van ploegen.

### Overzicht van professionele functies
- 1989–1997: Bondscoach nationale damesploeg (Belgische Wielerbond)
- 1994–2017: Ploegleidster Topsport Vlaanderen vrouwenploeg
- 2017–2019: Ploegleidster Experza-Footlogic
- 2020-2021: Ploegleidster Star Casino Cycling team
- 2021-2023: (assistent) sportdirecteur bij EF Education-TIBCO-SVB
- 2024–heden: Freelance begeleider en adviseur in het vrouwenwielrennen

## Privéleven
Christel is gehuwd met voormalig profrenner Rik Van Slycke (1963), die na zijn actieve carrière ploegleider werd, onder meer bij Quick-Step en sinds 2023 bij Alpecin-Deceuninck. 
Hun zoon Jens Van Slycke (1993) is verzorger bij het WorldTour-team Lidl-Trek. Zijn partner Georgia Williams, voormalig profrenster uit Nieuw-Zeeland, is sinds 2023 coach bij Team Jayco AlUla. Zij reed eerder in een team onder leiding van Christel.